# High River

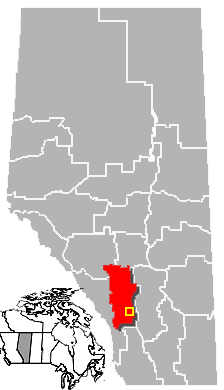
Localização de High River em Alberta.

High River é um município canadense localizado ao sul da província de Alberta. Seu nome é originário do Rio Highwood que cruza o município. Situa-se a 37 km ao sul de Calgary e sua população, em 2004, era de 9.523 habitantes.